# L'Auberge de la vengeance
Pour les articles homonymes, voir Per sempre.
Série Brivido giallo
L'Antichambre de l'enfer
(1988) La Maison de l'ogre
(1988)
Pour plus de détails, voir Fiche technique et Distribution.
L'Auberge de la vengeance ou Deux Amants diaboliques (Per sempre) est un téléfilm italien de Lamberto Bava, diffusé pour la première fois en France dans Les Accords du Diable le 21 novembre 1988 sur La Cinq et  rediffusé sous le titre Deux Amants diaboliques le 17 août 1989, et le 7 septembre 1990 sur La Cinq.
Puis en Italie le 15 août 1989 dans la collection Brivido giallo sur Italia 1. 

## Synopsis
Linda, une femme enceinte, se débarrasse de son mari et enterre son corps dans un champ  avec l'aide de son amant Carlo. Huit ans plus tard, la femme dirige l'auberge de son défunt mari, en compagnie de Carlo et d'Alex, son fils. Mais par une nuit de tempête, un mystérieux voyageur se présente à sa porte, demandant un abri. N'ayant pas l'argent pour payer, l'étranger propose alors de travailler à l'auberge. Son attitude, s'avère  ambiguë, rappelant celle de son mari assassiné, au point que Carlo le suspecte d'être  un infiltré de la police.

## Fiche technique
- Titres français : Deux Amants diaboliques ou Obsession mortelle ou L'Auberge de la vengeance ou Jusqu'à la mort
- Titre original : Per Sempre - Fino alla morte
- Réalisation : Lamberto Bava
- Scénario : Dardano Sacchetti, Elisa Briganti (it), Lamberto Bava
- Photographie : Gianlorenzo Battaglia
- Montage : Mauro Bonanni (it)
- Effets spéciaux : Angelo Mattei, Ditta Ricci, Fabrizio Sforza
- Musique : Simon Boswell, Mara Catalano
- Décors : Antonello Geleng
- Costumes : Valentina Di Palma
- Producteur : Massimo Manasse, Marco Grillo Spina
- Maison de production : Reteitalia, Dania Film, Devon Film
- Durée : 93 minutes
- Aspect ratio : 1.66:1
- Genre : Épouvante - giallo
- Première diffusion : 
  - France : 21 novembre 1988
  - Italie : 15 août 1989
- Classification :
  - France : Interdit aux moins de 12 ans

## Distribution
- Gioia Scola (VF  : Emmanuèle Bondeville) : Linda
- David Brandon (en) : Carlo
- Urbano Barberini : Marco
- Marco Vivio (it) : Alex
- Roberto Pedicini (it) : Luca
- Stefano De Sando (it) : Officier des carabiniers

## Exploitation
Certains considèrent qu'il s'agit d'un remake du film Le facteur sonne toujours deux fois (1946), dans une version giallo.
Sur certains marchés anglo-saxons, il est sorti sous le nom de The Changeling 2 et a été présenté comme une suite non officielle du film canadien L'Enfant du diable (The Changeling, 1980) de Peter Medak.